# Гирков (комуна)
Гирков (рум. Gârcov) — комуна у повіті Олт в Румунії. До складу комуни входять такі села (дані про населення за 2002 рік):
- Гирков (1672 особи)
- Урса (1068 осіб)

Комуна розташована на відстані 140 км на південний захід від Бухареста, 77 км на південь від Слатіни, 89 км на південний схід від Крайови.

## Населення
За даними перепису населення 2002 року у комуні проживали 2740 осіб, усі — румуни.
Рідною мовою назвали:
| Мова      | Кількість осіб | Відсоток |
| --------- | -------------- | -------- |
| румунська | 2739           | > 99,9%  |
| угорська  | 1              | < 0,1%   |

Склад населення комуни за віросповіданням:
| Релігія       | Кількість осіб | Відсоток |
| ------------- | -------------- | -------- |
| православні   | 2738           | 99,9%    |
| римо-католики | 1              | < 0,1%   |
| реформати     | 1              | < 0,1%   |